# ドミニク・カイザー
ドミニク・カイザー（Dominik Kaiser、1988年9月16日 - ）は、西ドイツ・バーデン＝ヴュルテンベルク州ムートランゲン出身の元サッカー選手。現役時代のポジションは、ミッドフィールダー。

## 経歴
2007年、1.FCノルマニア・グミュントでキャリアをスタート。
2009年にTSG1899ホッフェンハイムに移籍。しかしリザーブチームでの出場がほとんどでトップチームには定着できなかった。
2012年にRBライプツィヒに移籍。2013-14シーズンはチームの2.ブンデスリーガ昇格に貢献、自身も3. リーガ最優秀選手賞を受賞。
2018年7月1日、ブレンビーIFに2年契約で移籍。
2020年1月18日、ハノーファー96に加入。